# Ян Бадені
Ян Бадені гербу Боньча (пол. Jan Badeni; 21 червня 1858, Хабувка — 5 січня 1899, Краків) — польський священник-єзуїт, провінціал Галицької провінції єзуїтів (1897—1899), один із піонерів соціальної діяльності в Галичині.

## Життєпис
Народився 21 червня 1858 року в с. Хабувка в сім'ї Северина Бадені і його дружини Юзефи з дому Пребендовська. Після смерті батьків його виховував Юзеф Бадені, двоюрідний брат його батька, депутат Галицького крайового Сейму.
19 липня 1873 року вступив на новіціят Товриства Ісуса в Старій Весі. Після філософсько-богословських студій, 21 липня 1885 року висвячений на священника. У 1884—1897 роках публікував (Przegląd Powszechny) статті, звіти та огляди, приділяючи багато уваги польській еміграції. Був настоятелем у Львові (1896—1897) та провінціалом (1897—1899). Заснував місійну спільноту для польських емігрантів у США, а також опікувався душпастирською допомогою в інших країнах. Писав багато на тему соціальної діяльності. Заохочував єзуїтів засновувати католицькі та громадські організації («Przyjaźń», «Jedność»). Підтримував робітничі та народні часописи («Pochodnia», «Słowo Prawdy», «Grzmot»).
У своїй книзі «Поміж слов’янами» так описував нафтопромисли Слободи Рунгурської: 

| «...трохи звертаємо і, прихована досі, постає в цілій своїй красі галицька Пенсільванія, галицьке Баку, говорячи без перебільшення, славна Слобода Рунгурська. Оригінальне поселення... Мимоволі вже на перший погляд на думку спадає Америка, її міста, що виростають з блискавичною швидкістю серед недоторканих лісів і складаються більшою мірою з фабричних труб, ніж з житлових будинків. Долиною біжить потік, що перетинається кількома кладками, бо думати про мости немає часу, немає вигоди. До потоку з обох боків ледь схиляються численні безіменні, неначе вирізьблені, пагорби, що займають величезний простір. На них – ліс сотень бурильних веж. Пробиваючись між ними, ще не рушений людьми бір, що простягається далеко-далеко, поки сягає око, ніби пробує змагатися з шумом машин та зі скреготом пилок». |